# Хосе Габріель де Сілва-Басан
Хосе Габріель де Сілва-Басан-і-Вальдстейн, 10-й маркіз Санта-Крус де Мудела (ісп. José Gabriel de Silva-Bazán; 18 березня 1782 — 4 листопада 1839) — іспанський дворянин, дипломат і політик, перший директор музею Прадо (1817-1820), Голова іспанського уряду (державний секретар) у січні 1822 року.

## Кар'єра
Був членом регентської ради при малолітній Ізабеллі II, обіймав посаду посла Іспанії в Парижі, очолював Іспанську королівську академію.
1817 року було створено музей Прадо, першим керівником якого став де Сілва.